# 克拉夫蒂斯里德
克拉夫蒂斯里德是德国巴伐利亚州的一个市镇。总面积16.23平方公里，总人口750人，其中男性381人，女性369人（2011年12月31日），人口密度46人/平方公里。